# (4266) Waltari
(4266) Waltari est un astéroïde de la ceinture principale.

## Description
(4266) Waltari est un astéroïde de la ceinture principale. Il fut découvert le 28 décembre 1940 à Turku par Yrjö Väisälä. Il présente une orbite caractérisée par un demi-grand axe de 3,17 UA, une excentricité de 0,18 et une inclinaison de 16,5° par rapport à l'écliptique.

## Compléments